# Cẩm thạch Carrara

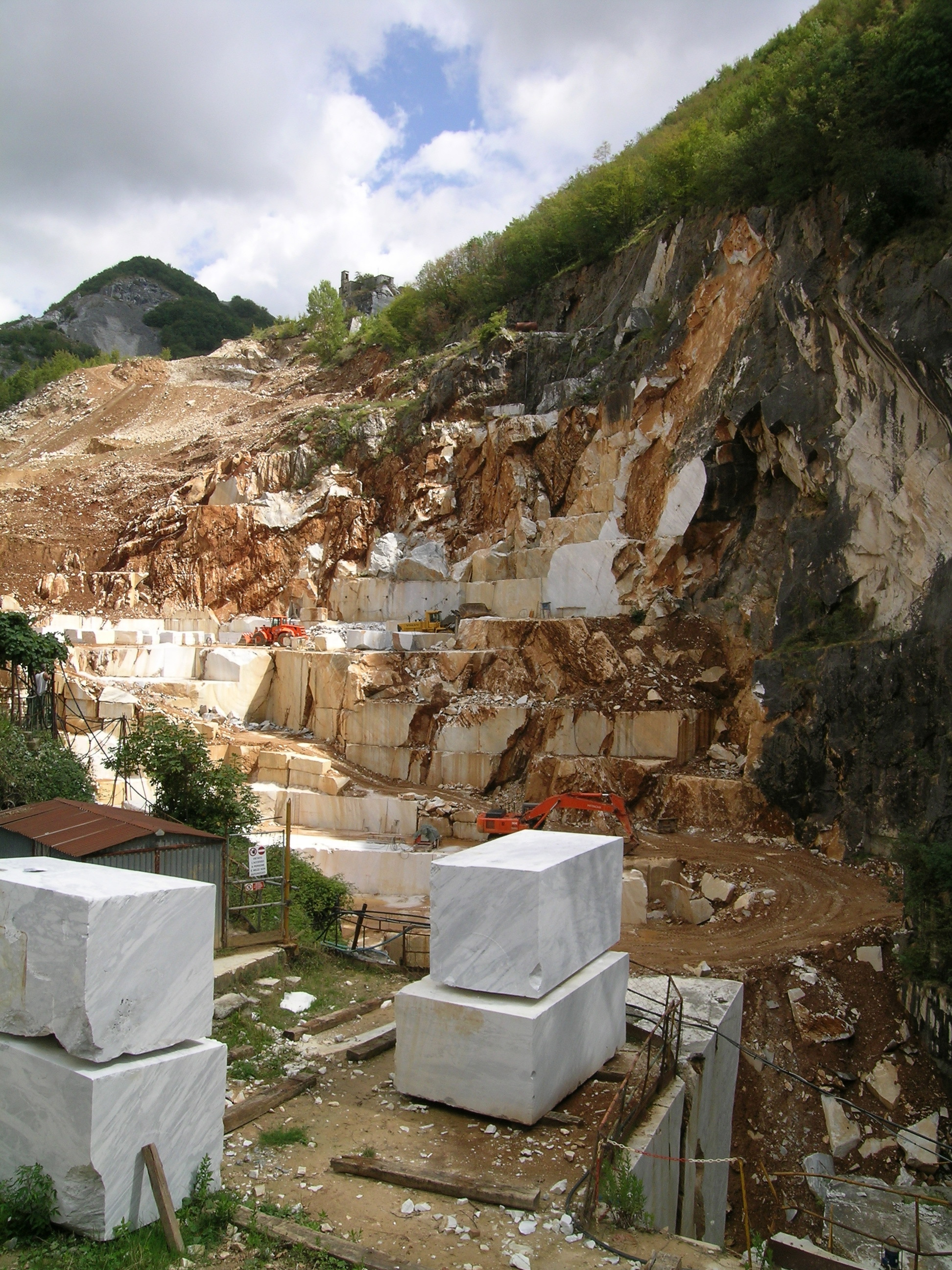
Mỏ khai thác cẩm thạch Carrara. Những khối vuông vắn được cắt rời khỏi lòng đất đang đợi chuyển đi

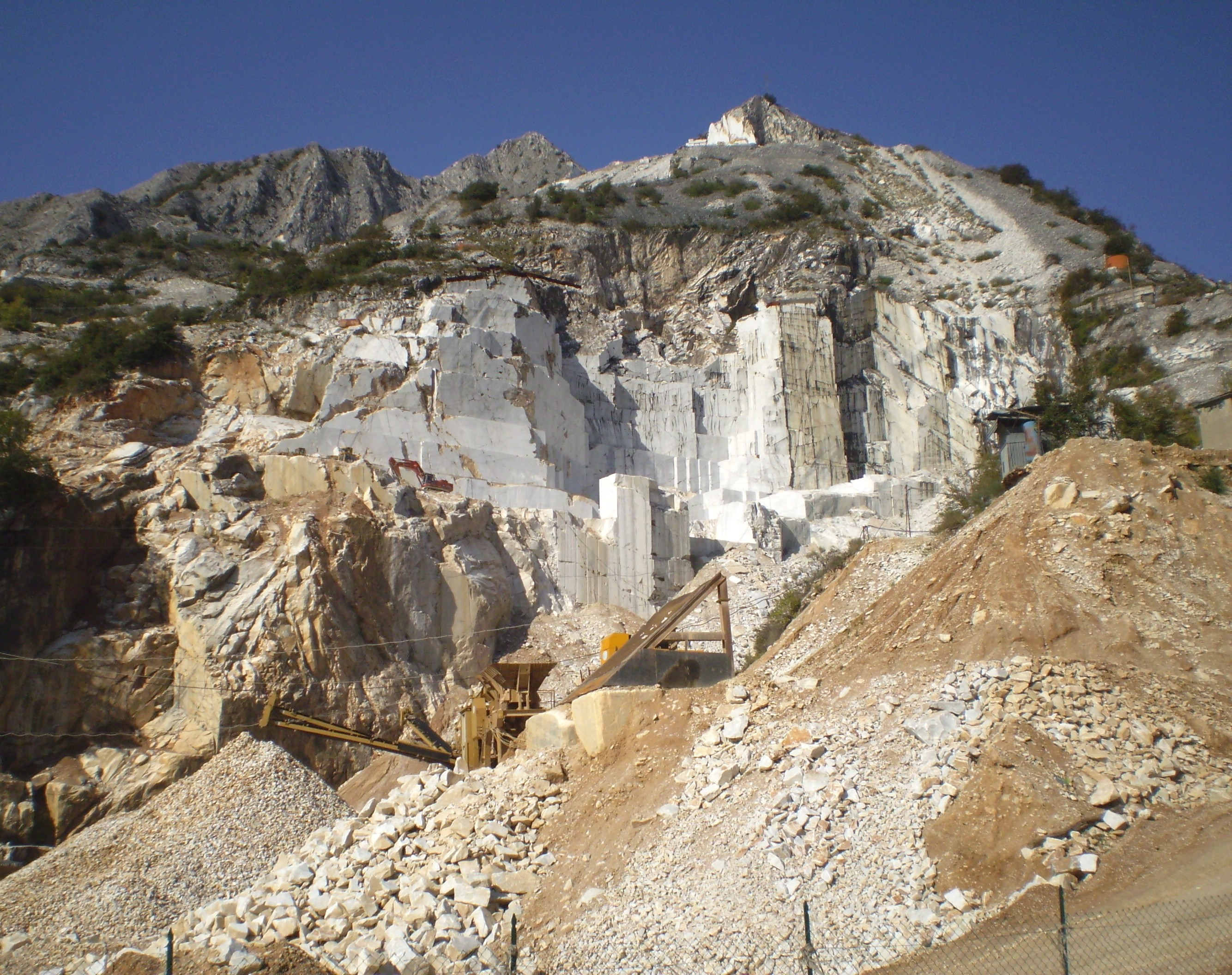
Toàn cảnh núi đá Carrara

Cẩm thạch Carrara là một loại cẩm thạch nổi tiếng xuất xứ từ Ý. Từ thời thượng cổ, loại đá này đã được ưa chuộng. Sang thời La Mã thì nhiều công trình đền đài dinh thự đều dùng cẩm thạch Carrara. Địa danh Carrara là nơi có mỏ đá, nay thuộc tỉnh Mass-Carrara, vùng Toscana.
Sắc đá màu trắng tinh, mịn mặt, có khi pha vân xanh xám.